# Alexios 5. Doukas
Alexios 5. Doukas Murzuflos (11??-1205) var østromersk kejser fra d. 28 januar til d 12. april 1204.
Murzuflos sad i fængsel i syv år som politisk fange under Alexios 3., men blev løsladt da Alexios 4. kom på tronen. Han fik posten som protovestarius, en meget prominent titel ved kejserhoffet.
Øgenavnet Murzuflos, hvormed han altid blev omtalt, hentydede til hans sammenvoksede øjenbryn.
Murzuflos vandt stor støtte hos Konstantinopels befolkning, da han, mod kejser Alexios 4.’s ordrer, gik til angreb på korsfarerne, der havde lejr uden for byens mure. Han udnyttede situationen til at få Alexios 4. afsat, fængslet og myrdet, og satte sig selv på tronen. Med Murzuflos som kejser blev forholdet mellem Konstantinopel og korsfarerne yderligere forværret, og det kom til krig mellem de to parter.
Da korsfarerne brød gennem byens mure kunne han, trods sin indsats, ikke forhindre sin hær i at flygte, og måtte overlade byen til korsfarerne.
Efter tabet af Konstantinopel flygtede Murzuflos til Mosynopolis, en mindre by vest for Konstantinopel. I Mosynopolis regerede den tidligere kejser Alexios 3. stadig. Under påskud om at ville indgå en alliance fik Alexios lokket Murzuflos indenfor, hvorefter Murzuflos blev forrådt og brutalt blændet af sin rival.
I november 1204 blev Murzuflos fanget af korsfarerne og blev henrettet i Konstantinopel. Da Murzuflos var for vigtig til at blive hængt, foreslog Enrico Dandolo at de skulle kaste den tidligere kejser ud fra en af byens høje søjler. Murzuflos blev derfor kastet ud fra toppen af Theodosius' Søjle, hvorfra han faldt til sin død.
Murzuflus blev af både østromerske og vestlige samtidige beskrevet som en meget forræderisk og ondskabsfuld person.
Efter Murzuflos' regeringstid blev Konstantinopel hovedstad i Det Latinske Kejserrige, som blev oprettet ved afslutningen af det Fjerde Korstog. Således blev Konstantinopel regeret af vesterlændinge, indtil østromerne generobrede byen i 1261.